# Sarcococca ruscifolia
Espèce
Le Sarcocoque à feuilles de Ruscus (Sarcococca ruscifolia Stapf) est une espèce d'arbuste de la famille des Buxaceae. Originaire de Chine, il est cultivé comme arbuste d'ornement. Le nom scientifique de cette espèce provient de la ressemblance de sa feuille avec celle des Ruscus, genre du Petit-houx.

## Description
Il s'agit d'un petit arbuste à feuillage persistant, de moins d'un mètre de haut et de croissance très lente. Les feuilles sont alternes, coriaces, vert brillant, entières, elliptiques et crénelées.
Sa floraison hivernale est parfumée. Les fleurs apétales sont situées à la naissance des bractées et regroupées en petites grappes axillaires.
Les fruits sont des drupes rouges à noires[réf. nécessaire], à une ou deux graines. Elles sont matures au moment de la floraison.

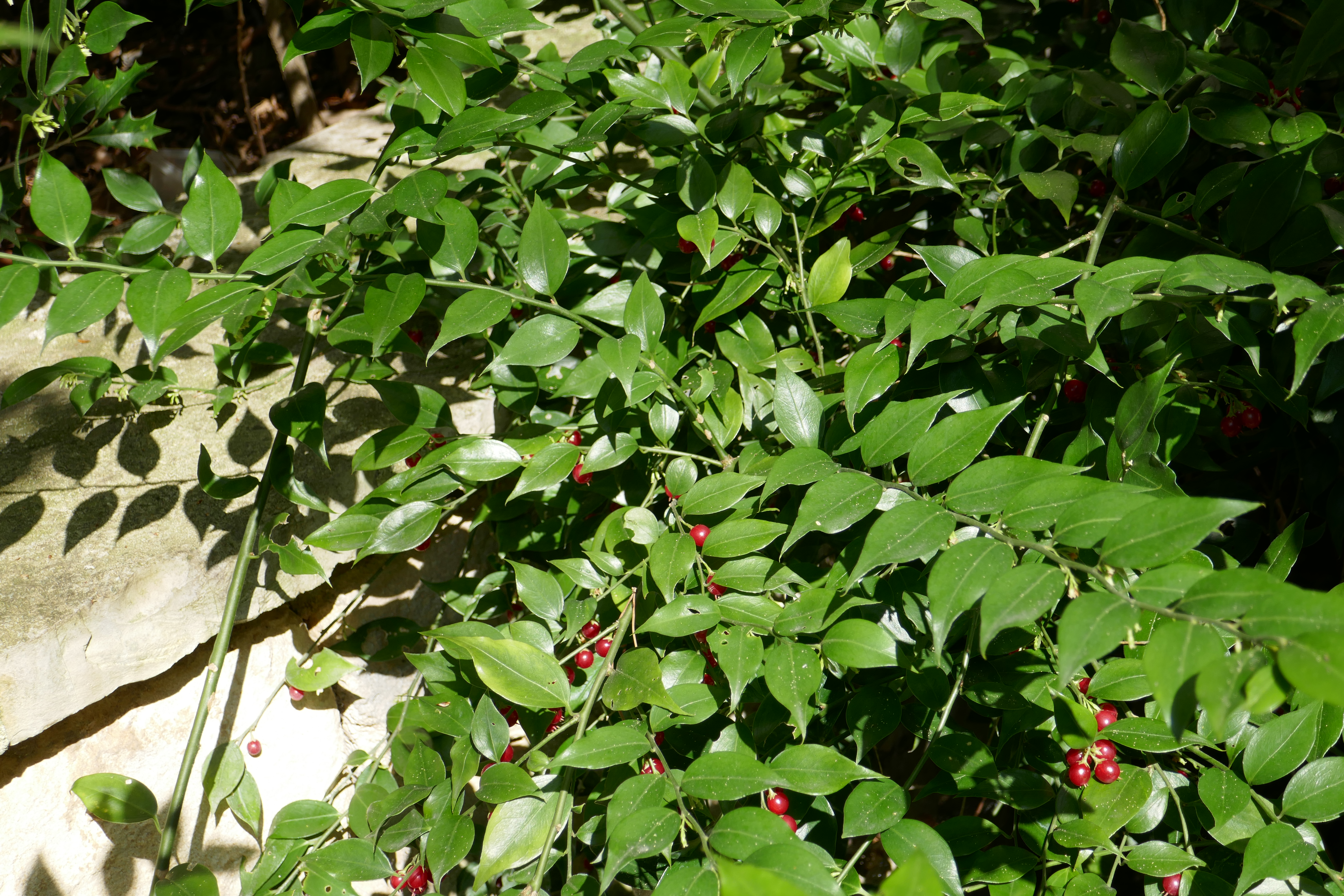
Vue d'ensemble
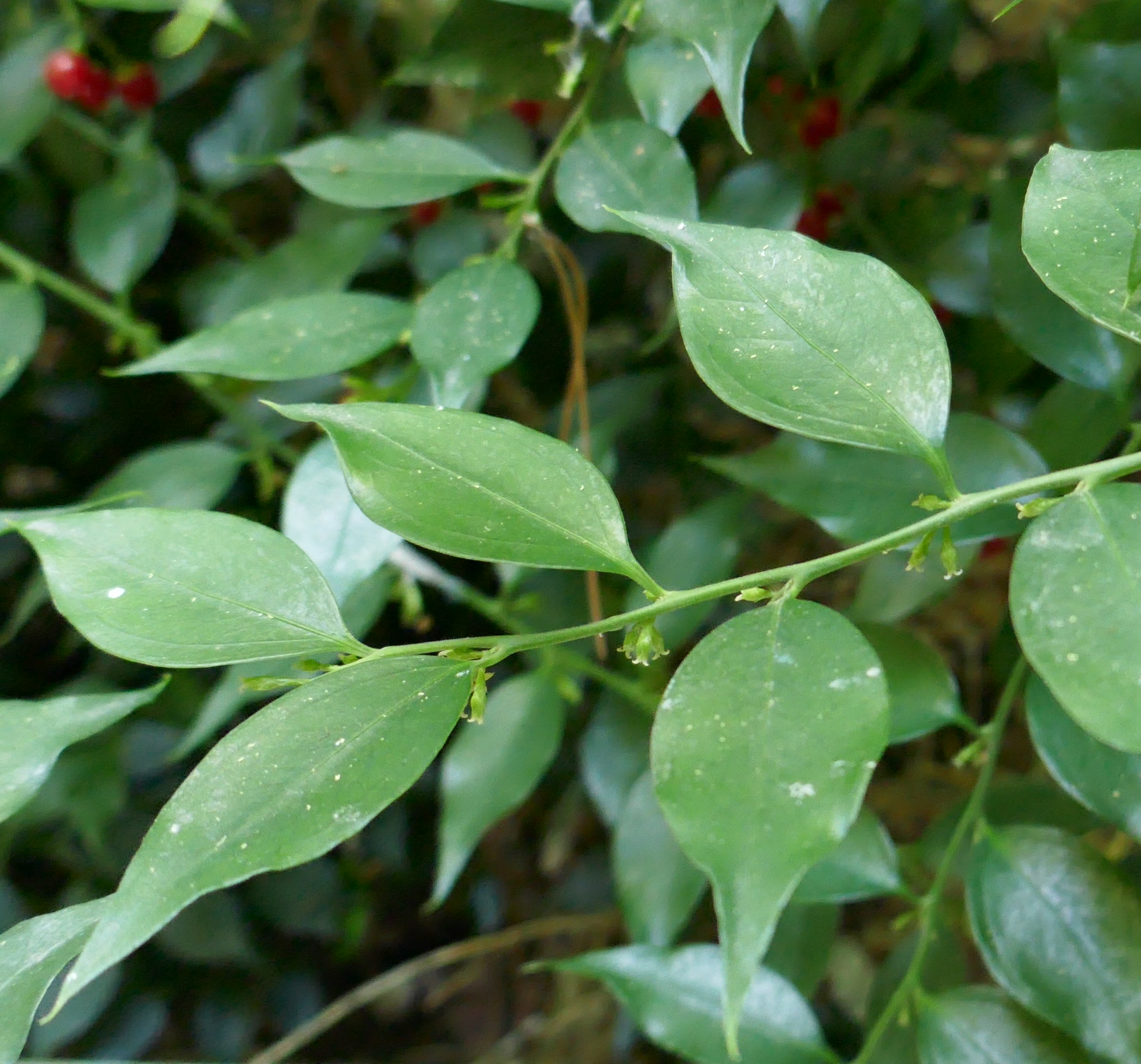
Rameau
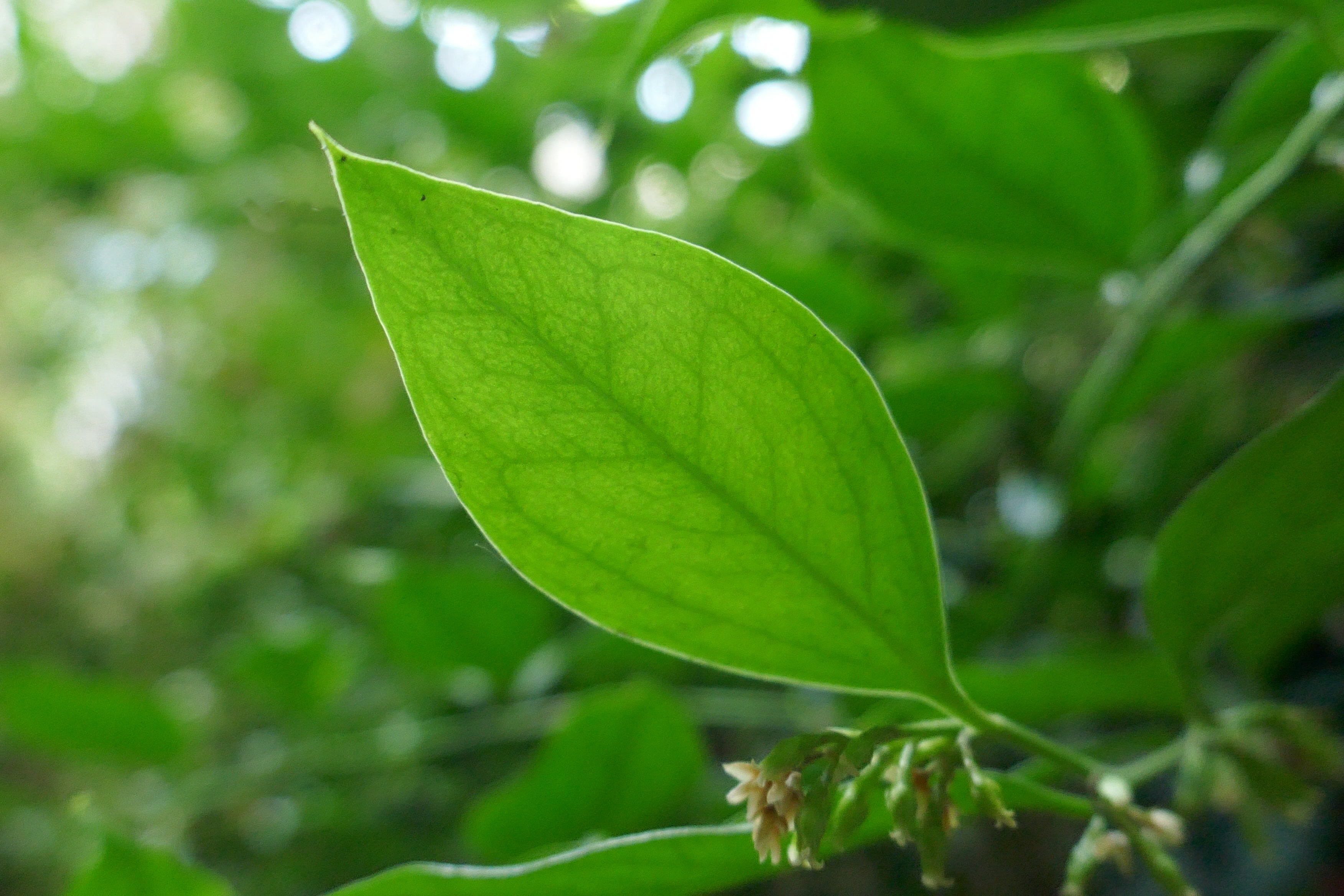
Revers d'une feuille
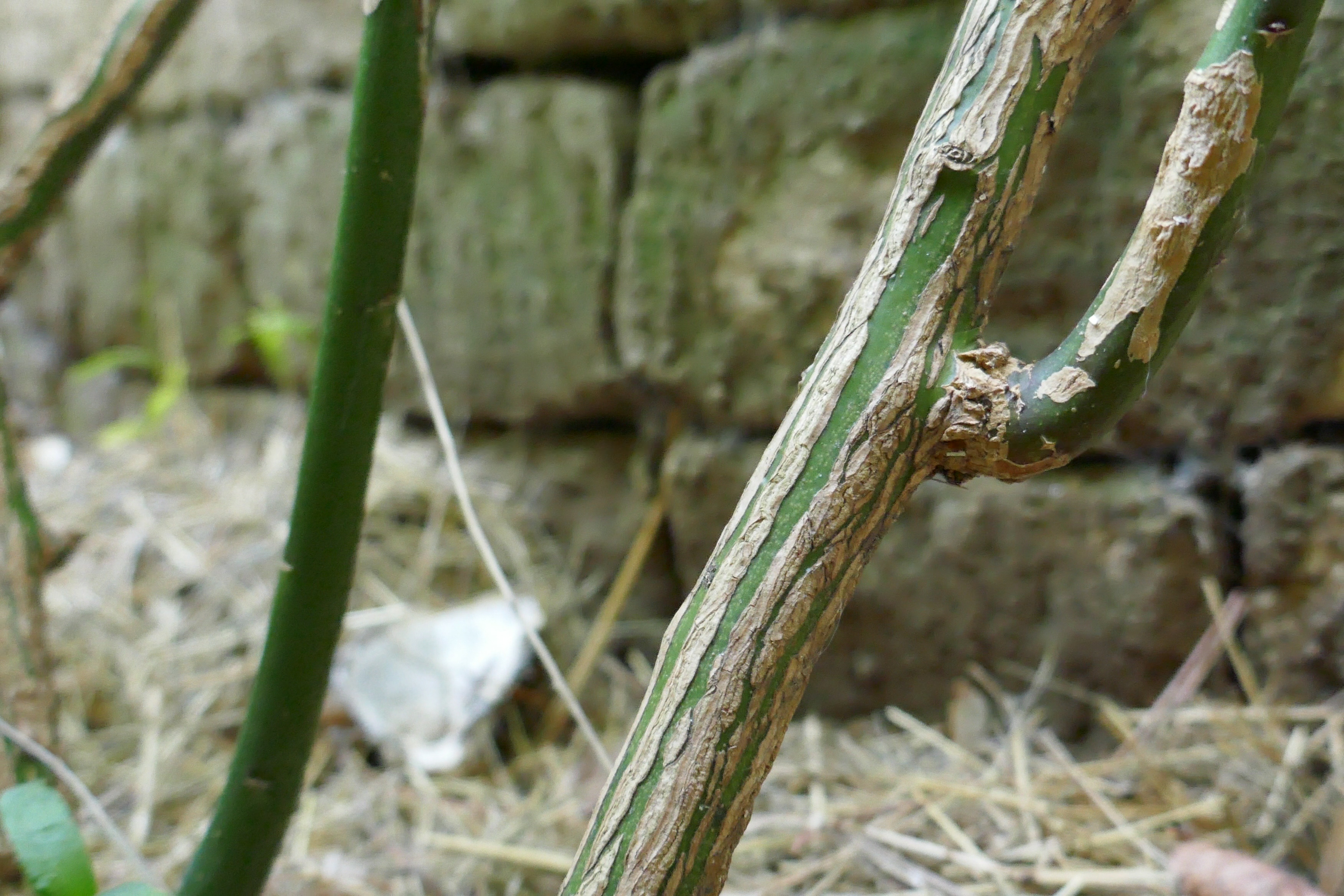
Tiges
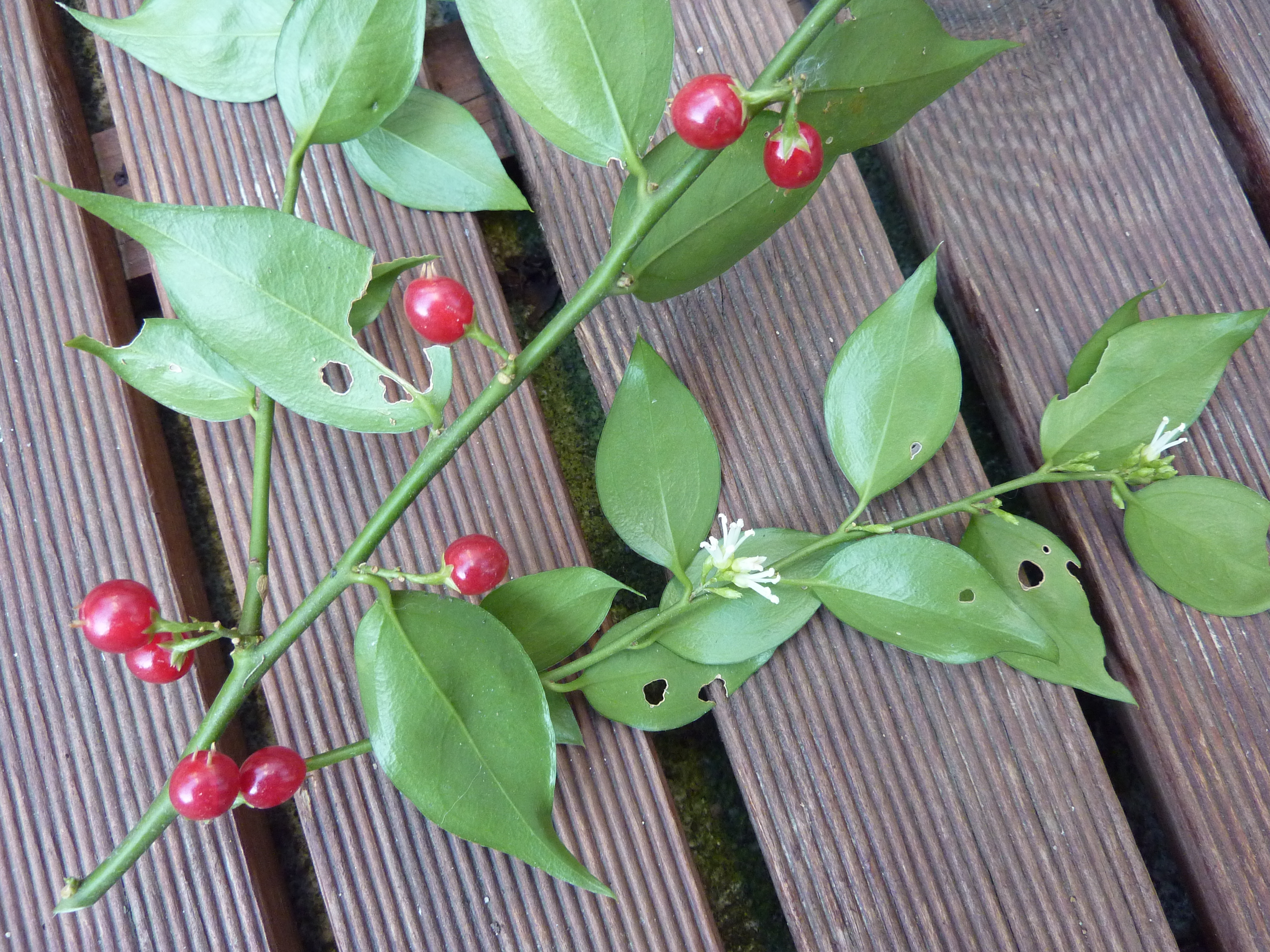
Revers d'un rameau à la fois en fleurs et en fruits en janvier
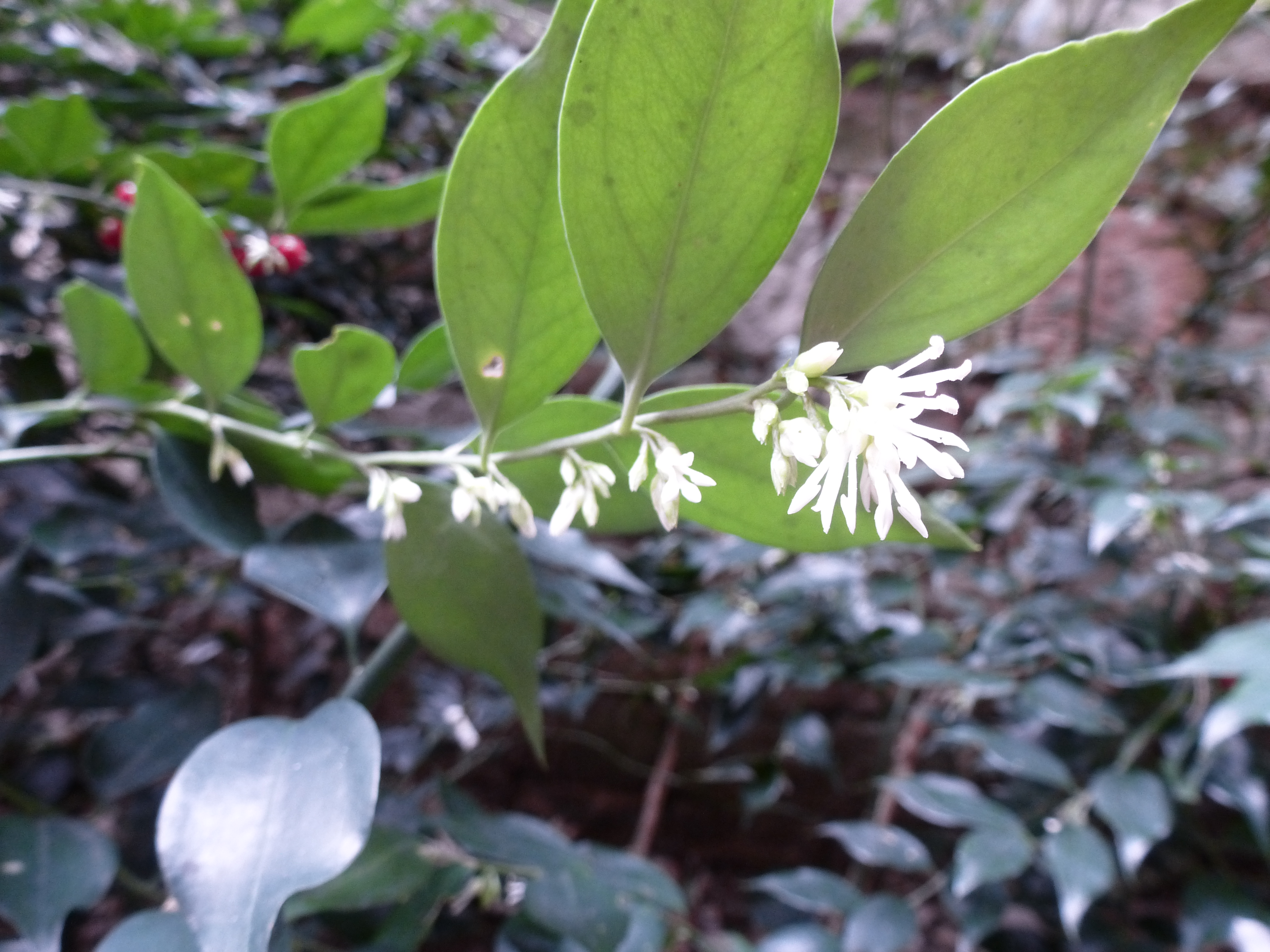
Inflorescence en janvier
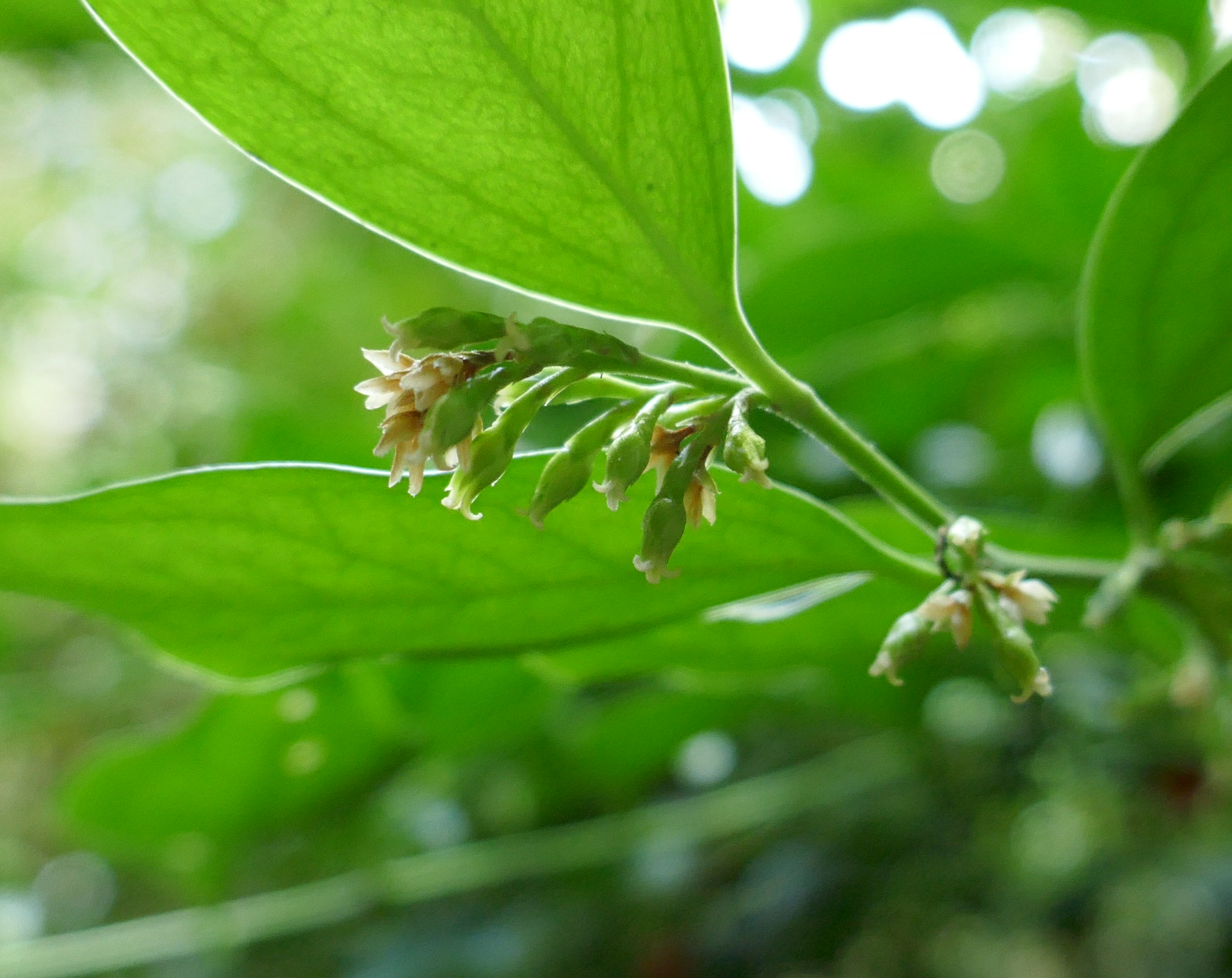
Inflorescence en mars
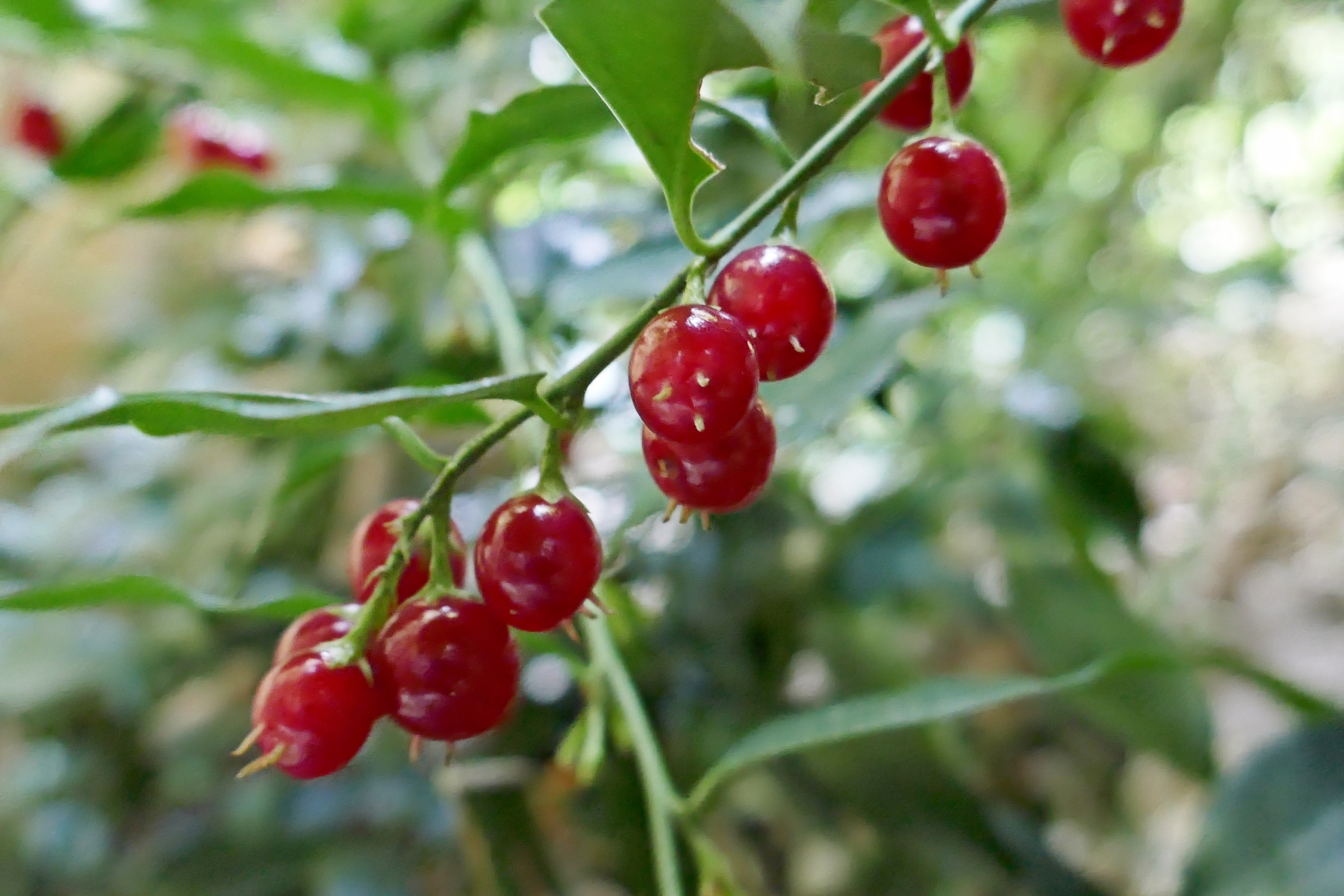
Rameau en fruits en mars
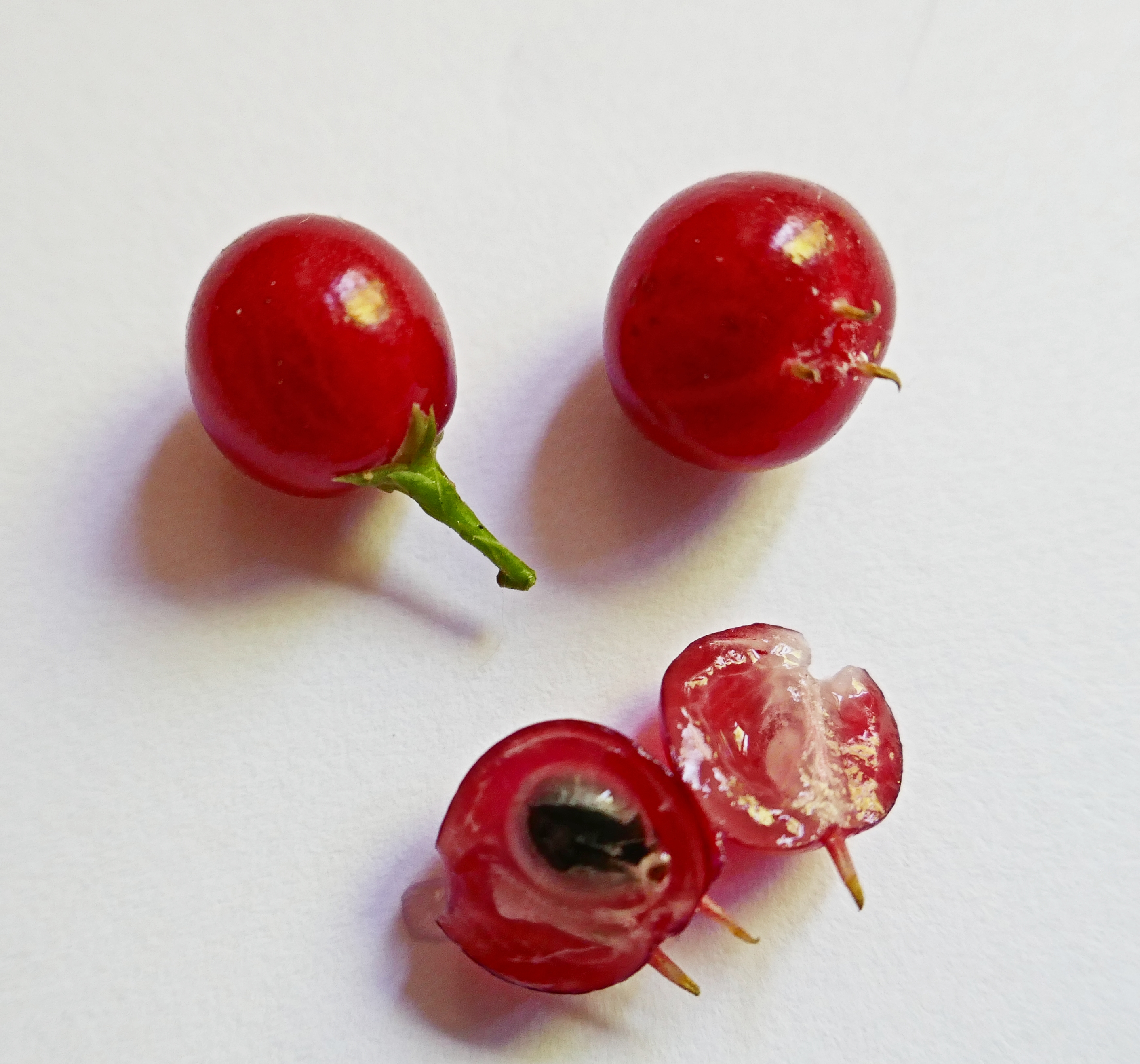
Fruits et graine

Confusions possibles avec le Laurier d'Alexandrie (Danae racemosa), mais dont la floraison parfumée a lieu en été, le Fragon faux Houx (Ruscus aculeatus), dont les baies sont disposées sous des rameaux en forme de feuilles (cladodes), et le Houx d'Europe (Ilex aquifolium) aux feuilles parfois sans de piquants, mais dont la floraison n'est pas simultanée.

## Répartition
Cette espèce est originaire de Chine (Guizhou, Hubei, Hunan, Sichuan, Yunnan...).

## Classification
L'espèce a été décrite en 1910 par le botaniste autrichien Otto Stapf (1857-1933). L'épithète spécifique ruscifolia signifie « à feuille de Ruscus », en référence à leur ressemblance avec le feuillage des espèces du genre Ruscus.

### Liste des variétés
Selon NCBI (16 mars 2017) :
- variété Sarcococca ruscifolia var. ruscifolia

Selon Tropicos (16 mars 2017) :
- variété Sarcococca ruscifolia var. chinensis (Franch.) Rehder & E.H. Wilson

## Utilisation
Cette espèce à lent développement, floraison hivernale et parfumée, rustique jusqu'à -7° et supportant bien une situation ombragée, a une utilisation ornementale.